# ألكسندرا تايلور
ألكسندرا تايلور هي متزحلقة قبرصية، ولدت في 4 مايو 1994 في إنغومي ‏ في قبرص.

## وصلات خارجية
- ألكسندرا تايلور على موقع الاتحاد الدولي للتزلج (التزلج على المنحدرات الثلجية) (الإنجليزية)
- ألكسندرا تايلور على موقع أوليمبيديا (الإنجليزية)